# Deutéragoniste
Introduit par Eschyle, le deutéragoniste est dans le théâtre grec antique un acteur jouant le deuxième rôle le plus important, après celui du protagoniste.
Cet acteur joue un personnage qui connaît les informations que cherche le personnage joué par le protagoniste.

## Origines du terme
La tradition attribue l'ajout du deutéragoniste à Eschyle. Les Perses, les Sept contre Thèbes et les Suppliantes d'Eschyle ne requièrent que deux acteurs,,.

## Fiction
Dans un sens plus contemporain et extensif, le deutéragoniste peut être au sein d'un récit le membre d'une dyade de personnages principaux de même importance ou bien, un personnage ayant plus d'importance qu'un personnage secondaire et presque autant que le protagoniste au sein, par exemple, d'une intrigue, d'un chapitre... ou encore, d'un arc narratif dans l'histoire. Ce personnage peut aussi apparaître dans des jeux vidéos, par exemple Ken de Street Fighter, dans Super Smash Bros. Ultimate.

### Sources littéraires antiques
- Aristote, Poétique (BNF 12009718).
- Diogène Laërce, Vies, doctrines et sentences des philosophes illustres (BNF 12448668), liv. III : Platon.
- Thémistios, Discours (BNF 13179744), partie 26.